# Freixo de Baixo
Freixo de Baixo ist ein Ort und eine ehemalige Gemeinde im Nordwesten Portugals.
Freixo de Baixo gehört zum Kreis Amarante im Distrikt Porto. Die Gemeinde hatte eine Fläche von 5,8 km² und hat 1438 Einwohner (Stand 30. Juni 2011).

Lage der ehemaligen Gemeinde im Kreis Amarante bis September 2013

Am 29. September 2013 wurden die Gemeinden Freixo de Baixo und Freixo de Cima zur neuen Gemeinde União das Freguesias de Freixo de Cima e de Baixo zusammengefasst.